# Pintadas
Pintadas är en kommun i Brasilien.   Den ligger i delstaten Bahia, i den östra delen av landet, 1 000 km nordost om huvudstaden Brasília. Antalet invånare är 10 345.
Omgivningarna runt Pintadas är huvudsakligen savann. Runt Pintadas är det glesbefolkat, med 20 invånare per kvadratkilometer.